# Монарх чорнощокий
Монарх чорнощокий (Symposiachrus guttula) — вид горобцеподібних птахів родини монархових (Monarchidae). Мешкає на Новій Гвінеї та на сусідніх островах.

## Поширення і екологія
Чорнощокі монархи мешкають на Новій Гвінеї, на островах Вайгео, Місоол, Ару та на численних островах папуанської провінції Мілн-Бей. Вони живуть в рівнинних тропічних лісах на висоті до 1200 м над рівнем моря.